# Christos Folias
Christos Folias, gr. Χρήστος Φώλιας (ur. 14 lutego 1951 w Salonikach) – grecki polityk, działacz gospodarczy, minister, od 1999 do 2004 poseł do Parlamentu Europejskiego, parlamentarzysta krajowy.

## Życiorys
Ukończył ekonomię na Uniwersytecie Amerykańskim w Bejrucie. Przez wiele lat pełnił kierownicze funkcje w krajowych i międzynarodowych zrzeszeniach gospodarczych. W 1986 wszedł w skład władz izby przemysłu i handlu w Salonikach. W latach 1993–1997 kierował regionalnym stowarzyszeniem handlowców. Następnie do 2003 był prezesem narodowej konfederacji handlu greckiego. W latach 1999–2004 zajmował stanowisko wiceprezesa europejskiej konfederacji handlu „Eurocommerce”, od 2003 do 2005 był współprzewodniczącym Europejskiej Unii Małych i Średnich Przedsiębiorstw przy Europejskiej Partii Ludowej.
W 1999 z listy Nowej Demokracji uzyskał mandat posła do Parlamentu Europejskiego V kadencji. Należał do frakcji chadeckiej, pracował m.in. w Komisji Rolnictwa i Rozwoju Obszarów Wiejskich.
W 2004 i w 2007 uzyskiwał mandat deputowanego do Parlamentu Hellenów z okręgu Grewena. W pierwszym rządzie Kostasa Karamanlisa (2004–2007) pełnił funkcję wiceministra gospodarki i finansów. W drugim gabinecie tego samego premiera (2007–2009) sprawował urząd ministra rozwoju.